# Partido Popular (Polonia)
El Partido Popular (Stronnictwo Ludowe, SL) fue un partido político polaco fundado en 1931 durante la Segunda República Polaca. De carácter agrario y populista, su base de votantes estaba constituida mayoritariamente por agricultores y población rural.
Se fundó en 1931 como resultado de la fusión de otros tres partidos agrarios más pequeños: el Partido Popular Polaco «Piast» (PSL «Piast»), el Partido Popular Polaco «Wyzwolenie» (PSLW) y el Partido Campesino (Stronnictwo Chłopskie, SCh).
Durante la Segunda Guerra Mundial fue conocido como Stronnictwo Ludowe «Roch», y su brazo militar, Bataliony Chłopskie, formó parte de la resistencia polaca.
Después del fin de la guerra, el Partido Popular, bajo la dirección de Wincenty Witos, decidió apoyar a Stanisław Mikołajczyk. Aun así, al mismo tiempo, los comunistas polacos nombraron a uno de sus partidos títeres Stronnictwo Ludowe, y el viejo Partido Popular, para entonces leal a Mikołajczyk, cambió su nombre al de Partido Popular Polaco (PSL).
Tras la derrota de Mikołajczyk en las elecciones legislativas de 1947 (marcadas por el fraude por parte de los comunistas), los restos del Partido Popular se acabaron fusionando en 1949 con el Partido Popular Unido (ZSL).